# Metaxytherium subapenninum
Metaxytherium subapenninum Bruno, 1839 rappresenta l'unica specie di sirenio che viveva nel mar Mediterraneo nel Pliocene; scomparve definitivamente dal Mediterraneo intorno a 3 milioni di anni fa per il progressivo raffreddamento climatico.

## Inquadramento sistematico

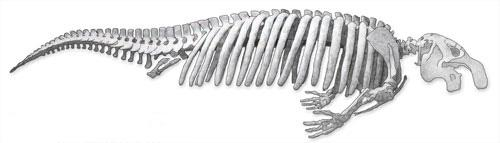
Ricostruzione dello scheletro completo di Metaxytherium subapenninum

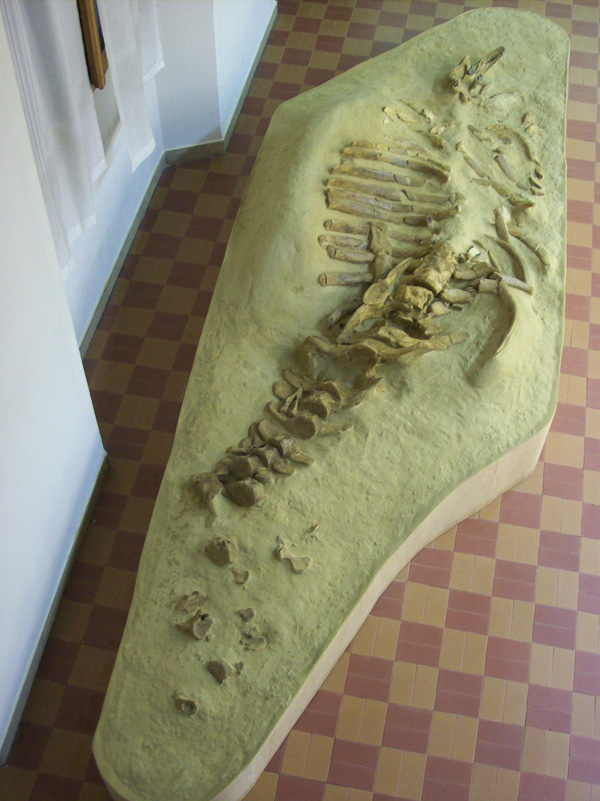
Esemplare fossile noto più completo di Metaxytherium subapenninum esposto al pubblico presso la sede del Museo Geopaleontologico GAMPS a Badia a Settimo (Firenze)

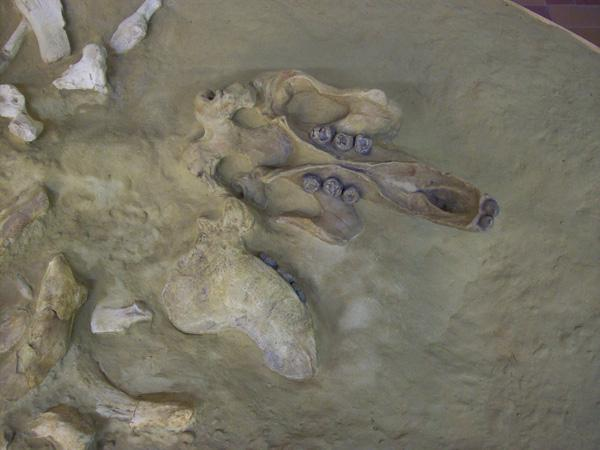
Particolare del cranio di Metaxytherium subapenninum

Il genere Metaxytherium compare all'inizio del Miocene e mostra un'ampia radiazione geografica: si ritrova fossile nel Mediterraneo, nel Nord e Sud Atlantico e nelle coste orientali del Pacifico. Resti fossili di Metaxytherium subapenninum sono stati rinvenuti, a partire dalla seconda metà dell'Ottocento, in Piemonte, Emilia-Romagna, Liguria e Toscana.

## Descrizione
Denominato anche vacca marina, il dugongo è un animale di grandi dimensioni che può raggiungere i tre metri di lunghezza, appartiene all'ordine dei Sirenia insieme al lamantino. Sono animali esclusivamente acquatici a dieta erbivora che vivono in acqua marina (dugongo) o anche dolce (lamantino). Il nome dell'ordine, Sirenia, deriva dalla lontana somiglianza che questi esseri hanno con le creature mitologiche per metà donne e per metà pesci.
Effettivamente l'espressione del muso e le mammelle posizionate in zona toracica riportano lontanamente alla figura umana. La parte caudale ha poi forma di pinna di pesce per cui la fantasia degli antichi ha sicuramente trovato terreno fertile a questo proposito, anche se i parametri di bellezza con cui si può definire una sirena mitologica non sono certo sovrapponibili a quelli utilizzabili per la descrizione di questo particolare animale. Le dimensioni del dugongo sono notevoli sia per quanto riguarda la lunghezza che il peso che può aggirarsi intorno alla tonnellata.

## Ritrovamenti
Resti fossili di Metaxytherium subapenninum sono conservati nei seguenti musei di geologia e paleontologia delle Università di Firenze, Torino, Bologna e Genova e nel Museo di storia naturale dell'Accademia dei Fisiocritici di Siena; l'esemplare più completo fino ad ora ritrovato è esposto al pubblico presso il Museo geopaleontologico GAMPS. Altri resti significativi di sirenii fossili italiani si trovano nel Museo di geologia e paleontologia dell'Università di Padova (reperti dell'Eocene e dell'Oligocene del Veneto) e nel Museo di paleontologia dell'Università degli Studi di Napoli Federico II (uno scheletro di Metaxytherium medium del Tortoniano della Calabria).

### Ritrovamenti in Toscana
Nel mese di luglio 2007, Simone Casati nel corso di ricerche paleontologiche ad Arcille (GR), trovò in una piccola parete sabbiosa di origine marina dei frammenti ossei di colore rossastro, appartenenti allo scheletro fossilizzato di un grande mammifero marino di oltre tre metri di lunghezza e risalente ad una fase molto antica del Pliocene. Nei mesi successivi, tra il 2007 e il 2008, sono stati recuperati anche altri due scheletri parziali di esemplari appartenuti sempre alla stessa specie di dugongo.

### Ottobre 2010
Risale ad ottobre 2010 l'annuncio del ritrovamento di un quarto scheletro, affiorato sempre nei pressi di Campagnatico. Gli scavi e il recupero sono stati condotti in collaborazione con i paleontologi dell'Università di Pisa, su concessione della Soprintendenza per le Antichità della Toscana.
Il ritrovamento delle prime parti ossee affioranti era avvenuto alcuni mesi prima. I paleontologi, per verificare se si trattasse solo di frammenti isolati o se nel sottosuolo si nascondesse uno scheletro intero, hanno utilizzato un georadar, strumento che invia impulsi elettromagnetici nel terreno e dalla loro riflessione ricava una sorta di radiografia del sottosuolo che evidenzia le eventuali anomalie presenti, cioè i corpi estranei, che potrebbero essere anche dei fossili. I risultati dell'indagine hanno permesso di individuare la presenza dello scheletro, di determinarne le dimensioni e la profondità di seppellimento.
Lo scheletro è ora in fase di restauro in previsione di una successiva musealizzazione e studio. Degna di nota la conservazione dell'intera calotta cranica con le zanne anteriori, la mandibola, diverse costole, alcune vertebre e parte degli arti anteriori, elementi di fondamentale importanza per poter comprendere meglio le caratteristiche di questi animali.